# 沃德尔·杰克逊
沃德尔·杰克逊（英語：Wardell Jackson，1951年7月18日—），美国NBA联盟前职业篮球运动员。他在1974年的NBA选秀中第6轮第98顺位被西雅图超音速选中。